# مارتين مور
مارتين مور (بالإنجليزية: Martyn Moore)‏ هو محرر ومصور بريطاني، ولد في 1961 في Norton-on-Derwent ‏ في المملكة المتحدة.